# شهرستان تاشتیپسکی
شهرستان تاشتیپسکی (به لاتین: Tashtypsky District) یک شهرستان در روسیه است که در خاکاسیا واقع شده‌است.